# (14074) Riccati
(14074) Riccati ist ein Asteroid des Hauptgürtels, der am 11. Juli 1996 am Observatorium San Vittore (IAU-Code 552) in Bologna entdeckt wurde.
Der Asteroid wurde am 9. Januar 2001 nach dem italienischen Mathematiker Jacopo Riccati (1676–1754) benannt, der vor allem für seine Untersuchungen von Differentialgleichungen und die Methoden zur Reduzierung der Ordnung von Gleichungen bekannt wurde.